# Fob James
Forrest Hood „Fob” James (ur. 15 września 1934) – amerykański polityk z Alabamy.
Pochodzi z miasta Lanett. Związał się z Partią Demokratyczną, którą opuścił w latach 70. aby wesprzeć kampanię prezydencką Richarda Nixona. W 1978 ubiegał się o stanowisko gubernatora swego stanu jako „nowo narodzony demokrata” (jego oponent w prawyborach nie bez racji kwestionował jego polityczną lojalność). Po raz pierwszy urząd gubernatora pełnił w latach 1979–1983 (nie ubiegał się o drugą kadencję).
W 1994 kandydował ponownie, tym razem jako republikanin i pokonał urzędującego gubernatora demokratę Jima Folsoma juniora.
W 1998 starał się o reelekcję, ale został pokonany przez urzędującego wicegubernatora Dona Siegelmana.